# La banconota da un milione di sterline
La banconota da un milione di sterline è un racconto dell'autore americano Mark Twain.
La storia è ambientata nella Londra vittoriana, dove due ricchissimi, eccentrici fratelli Oliver e Roderick Montpellier, danno allo squattrinato protagonista della storia, Henry Adams, un milione di sterline nella forma di un'unica, singolare banconota da un milione di sterline. Henry non avrebbe potuto facilmente cambiare quella banconota in banca senza essere interrogato su come ne era venuto in possesso, incriminato per furto e arrestato. Non avrebbe nemmeno potuto spenderla poiché nessuna persona fisica sarebbe stata in grado di cambiarla.
A sua insaputa Henry è la vittima di una scommessa: Oliver crede che il solo possesso di un simbolo di ricchezza consenta a chiunque di avere ciò che desidera, senza incassare la banconota. Roderick, d'altra parte, ritiene che l'impossibilità di cambiare la banconota con denaro liquido la renda totalmente inutile.
Henry vivrà diverse avventure, innamorandosi anche di Porzia, imparentata con i due fratelli Montpellier. Alla fine dei 30 giorni Henry ritorna dai due fratelli.

## Edizioni italiane
- Traduzione di Livio Crescenzi, Fidenza, Mattioli 1885, 2015 ISBN 978-88-6261-496-2

## Teatro, cinema, TV e fumetti
Da questo romanzo breve sono stati tratti una commedia, due film, un episodio TV e una storia a fumetti:
- The Milion Pound Bank Note, episodio 18, prima stagione, della serie televisiva Your Show Time, andato in onda il 20 maggio 1949, protagonista Arthur Shields
- C'era una volta un biglietto da un milione, per la regia di Daniele D'Anza, commedia trasmessa sperimentalmente dalla RAI il 17 maggio 1953 [1]
- Il forestiero (The Million Pound Note), film del 1954, per la regia di Ronald Neame e con Gregory Peck nei panni di Henry Adams
- A Million to Juan, film di produzione statunitense, girato ed interpretato nel 1994 da Paul Rodriguez, libero adattamento della novella e remake de Il forestiero, sia pur ambientato in California.
- Nel 2018 Marco Meloni ha pubblicato sul numero 3259 di Topolino la storia Paperino e la banconota da un milione di sterline, una versione a fumetti del racconto di Twain con Paperino come protagonista e Paperone e Rockerduck nei panni dei fratelli Montpellier.